# Diébé (Mali)
Pour les articles homonymes, voir Diébé.
Diébé est une localité et une commune rurale du Mali, chef-lieu d'arrondissement dans le cercle de Ména et la région de Dioïla.

## Villages
La commune s'étend sur 7 localités relevées lors du recensement général de 2009. 
Les villages les plus peuplés sont :
- Diébé (2 054 habitants) ;
- Séguéné (1 603 habitants) ;
- Zanzouna (1 580 habitants).